# Juntas de Gobierno de Hispanoamérica
Las Juntas de Gobierno fueron organismos políticos que surgieron en la Monarquía Española en el siglo XIX tanto en América como en la península ibérica, frente a la crisis generada por las abdicaciones de Bayona en 1808 y la cesión de los derechos de la Corona española a Napoleón Bonaparte y la consiguiente Guerra de la Independencia Española. Las provincias de Ultramar reaccionaron de forma muy semejante a los reinos metropolitanos, y a través del derecho tradicional, revirtieron el gobierno del rey a la comunidad. 
Sin embargo paso que, la retroversión provisional del rey a la comunidad se convirtió en una revolución liberal que transformó el estado, y las Juntas y Cortes españolas lo mismo que las Juntas americanas y sus congresos, defendieron el derecho de Fernando VII al trono, pero como un rey subordinado a la soberanía popular. Además, las juntas hispanoamericanas rechazaron la pretensión de los peninsulares de subyugarles al gobierno de la Regencia española, reducida a la ciudad de Cádiz, y fueron consideradas insurgentes por los gobiernos de la Metrópoli. Con el triunfo en el seno del movimiento juntista del ideario republicano, resultante de las revoluciones estadounidense y francesa, estos movimientos juntistas derivaron en movimientos abiertamente republicanos, correspondientes al desarrollo de los movimientos de independencia
Había dos posiciones predominantes en Hispanoamérica. Los españoles, particularmente los altos funcionarios de gobierno y clero, fueron partidarios de que la situación de gobierno se mantuviera, continuando en sus cargos los virreyes y gobernadores y otras autoridades, bajo la dirección del Consejo de Regencia con sede en Cádiz. Por otra parte, los criollos y algunos españoles, postularon la formación de juntas de gobierno, un fenómeno a veces denominado juntismo, por cuanto consideraron que la Regencia solo tenía validez para el pueblo que lo había generado y que su autoridad no era extensiva a América. A su vez, esgrimieron el argumento escolástico de que las colonias o reinos americanos eran entidades político-administrativas independientes de las existentes en la España europea, porque habían quedado vinculadas jurídicamente a la Corona de Castilla mediante la Bula Inter caetera. Estando ausente el monarca, ellos tenían los mismos derechos de autogobierno, porque también se apoyaron en la doctrina tradicional del poder de las Siete Partidas, que en tales circunstancias les devolvía la soberanía para establecer el orden político que resultase más conveniente a sus intereses.
Por ello, en la mayor parte de los territorios hispanoamericanos, los criollos, a través de los cabildos, manifestaron sus intenciones y promovieron con éxito en la mayoría de los casos la instauración de juntas de gobierno locales fieles a la persona de Fernando VII (pero no al gobierno nacional español o francés), a quien reconocían como legítimo soberano, pero subordinado a la soberanía de la Junta. Entre 1808 y 1810, se constituyeron juntas en México, Montevideo, Chuquisaca, La Paz, Quito, Caracas, Cartagena,Buenos Aires, Santa Fe y Santiago. Algunas de ellas fueron efímeras, otras perduraron en el tiempo, pero en sus inicios ninguna tuvo carácter separatista. Con el triunfo en su seno de las ideas liberales y republicanas venidas de Estados Unidos y Francia se transformaron en el conjunto de reformas políticas, económicas y administrativas que condujeron finalmente a la independencia de las naciones hispanoamericanas.
| Fecha                    | Lugar                           | Líder(es) | Notas |
| ------------------------ | ------------------------------- | --- | --- |
| 1808                     |                                 | | |
| 26-27 de julio           | La Habana, Cuba                 | Francisco de Arango y Parreño y Salvador José Muro y Salazar                                                     | Tras la llegada a las noticias del motín de Aranjuez y de las abdicaciones de Bayona, algunos criollos intentaron formar una junta de gobierno pero al no tener apoyo tuvieron que retirar su propuesta. |
| 5 de septiembre          | Ciudad de México, México        | Francisco Primo de Verdad, Melchor de Talamantes y José de Iturrigaray                                           | Crisis política de 1808 en México Depuesta por peninsulares el 15 de septiembre. Pedro Garibay asume como virrey interino. |
| 22 de septiembre         | Montevideo, Uruguay             | Francisco Javier de Elío                                                                                         | Junta de Montevideo El 30 de junio de 1809 es disuelta pacíficamente por el nuevo virrey Baltasar Hidalgo de Cisneros siguiendo órdenes de la Junta de Sevilla. |
| 24-25 de noviembre       | Caracas, Venezuela              | Francisco Rodríguez del Toro, José Félix Ribas, José Tovar Ponte, Mariano Montilla y Luis López Méndez           | Conjuración de los Mantuanos Movimiento de los mantuanos que intento formar una junta autónoma, fue descubierto y sus líderes arrestados por el gobernador Juan de Casas en una sola noche. La crisis política venía desde el desembarco fallido de Francisco de Miranda en Ocumare de la Costa (noche del 27-28 de abril de 1806). |
| 1809                     |                                 | | |
| 1 de enero               | Buenos Aires, Argentina         | Martín de Álzaga                                                                                                 | Asonada de Álzaga. |
| 25 de mayo               | Chuquisaca, Bolivia             | Bernardo de Monteagudo y Jaime de Zudáñez                                                                        | Revolución de Chuquisaca Sometida por el capitán José Manuel de Goyeneche con un ejército de milicias venido de Cuzco el 21 de diciembre. Muchos de sus dirigentes acabaron ejecutados y otros encarcelados. La ciudad respaldaría las sucesivas expediciones argentinas. |
| 16 de julio              | La Paz, Bolivia                 | Pedro Murillo | Junta Tuitiva También sometida por Goyeneche el 15 de octubre. Sus líderes fueron duramente reprimidos y dieron su respaldo a las expediciones rioplatenses. |
| 10 de agosto             | Quito, Ecuador                  | Juan Pío Montúfar                                                                                                | Primera Junta de Gobierno de Quito Sometida el 12 de octubre por presidente de la Audiencia, Manuel de Urriés. Faltando a su promesa, arresto a los cabecillas, que tenían muchos partidarios dispuestos a liberarlos, lo que llevaría al motín y la masacre del 2 de agosto siguiente. |
| 26-27 de noviembre       | Lima, Perú                      | Juan Sánchez Silva, Antonio María Pardo y hermanos Mateo y Remigio Silva                                         | Conspiración para derrocar al virrey José Fernando de Abascal, descubierta cuando todo estaba preparado, sus dirigentes fueron arrestados sorpresivamente de noche en sus hogares. |
| 1810                     |                                 | | |
| 19 de abril              | Caracas, Venezuela              | José de las Llamozas y Martín Tovar Ponte                                                                        | Junta Suprema de Caracas Reemplazada el 2 de marzo de 1811 por el Primer Congreso venezolano. El 5 de julio se proclamaría la independencia. En rechazo de esto, la ciudad de Valencia se levantó en armas. |
| 27 de abril              | Cumaná, Venezuela               | | |
| 27 de abril              | Barcelona, Venezuela            | | |
| 1 de mayo                | Angostura, Venezuela            | | El 3 de julio fue depuesta por oficiales realistas. |
| 4 de mayo                | La Asunción, Venezuela          | | |
| 5 de mayo                | Barinas, Venezuela              | | |
| 22 de mayo               | Cartagena de Indias, Colombia   | José María García de Toledo                                                                                      | Junta de Cartagena de Indias El 13 de agosto se volvió Junta Suprema Provincial Gubernativa y el 11 de noviembre de 1811 proclama la independencia como el Estado Libre de Cartagena, parte de las Provincias Unidas de Nueva Granada. |
| 25 de mayo               | Buenos Aires, Argentina         | Cornelio Saavedra, Mariano Moreno y Manuel Belgrano                                                              | Primera Junta el Cabildo de Buenos Aires depuso al virrey Hidalgo de Cisneros. Sucedida el 18 de diciembre por la Junta Grande. Esta última sería derrocada el 23 de septiembre de 1811 por un golpe de Estado institucional que llevaría al poder al Primer Triunvirato. El caos institucional había comenzado tras el arribo de los invasores británicos al Río de la Plata el 8 de junio de 1806 y la deposición del virrey Rafael de Sobremonte por el héroe de la defensa hispana, Santiago de Liniers, el 10 de febrero siguiente. |
| 25 de mayo               | Santiago, Chile                 | José Antonio de Rojas, Juan Antonio Ovalle y Bernardo de Vera y Pintado                                          | Conspiración que intentó formar una junta autónoma, descubierta por el gobernador Francisco Antonio García Carrasco que hizo arrestar a los participantes y preparó su envío a Perú, pero solo provocó el rechazo de la élite local que lo forzó a renunciar el 16 de julio de 1810. La inestabilidad política en la Capitanía General había comenzado el 11 de febrero de 1808, al morir el gobernador Luis Muñoz de Guzmán. |
| 14 de junio              | Ciudad de Mendoza, Argentina    | Bernardo Ortiz e Isidro Sáenz de la Maza                                                                         | El 14 de junio se celebró un Cabildo abierto después que Manuel Corvalán trajera la noticia del derrocamiento del virrey y la formación de la junta porteña el día anterior, sin embargo, ningún grupo consiguió el apoyo para que se tomara ninguna decisión. Algunos vecinos, liderados por Bernardo Ortiz e Isidro Sáenz de la Maza depusieron a las autoridades (Faustino Ansay, Domingo Torres Mascarenhas y Joaquín Gómez de Liaño). Después que las antiguas autoridades se tomaran y atrincheraran en el cuartel local (noche del 28 de junio), el presbítero Domingo García consiguió un acuerdo entre ambas partes en que se reconocía la autoridad porteña (1 de julio). |
| 3 de julio               | Santiago de Cali, Colombia      | Joaquín de Caycedo y Cuero                                                                                       | Junta extraordinaria de Santiago de Cali Formada por los cabildos de Anserma, Buga, Cali, Caloto, Cartago, Iscuandé, Popayán y Toro, constituyeron el grupo de Ciudades Confederadas del Valle del Cauca el 1 de febrero de 1811. Presionada en la lucha contra los realistas pastusos se unió a las Provincias Unidas el 21 de junio. |
| 11 de julio              | El Socorro, Colombia            | | |
| 20 de julio              | Santafé de Bogotá, Colombia     | José Miguel Pey, José Sanz de Santamaría, José Acevedo y Gómez, Francisco José de Caldas y Camilo Torres Tenorio | El Florero de Llorente Los aristócratas de la ciudad fuerzan al virrey Antonio José Amar y Borbón a presidir inicialmente la junta hasta que un rumor que le acusaba de querer deponerla, hizo que lo obligaran a dimitir el día 26. Para coordinar el movimiento juntista, el 22 de diciembre se realizó en Bogotá un Primer Congreso pero con representantes solo de Santafé, Mariquita, Neiva, Pamplona, Socorro y Nóvita –estas dos últimas en disputa con Mompox y Sogamoso respectivamente, que querían su propia representación en el Congreso–. Quedaron fuera Cauca, Antioquia, Cartagena y Tunja. Al no haber acuerdo se volvió una Junta Suprema leal a la monarquía nominalmente (19 de enero de 1811), pero los republicanos se imponen con una constitución el 4 de abril. Así nace el Estado Libre de Cundinamarca, de fuertes tendencias centralistas. |
| 26 de julio              | Tunja, Colombia                 | | Representa los cabildos de Tunja, Leyva, Ramiriquí, Valle de Samacá, Valle de Pesca, Valle de Tuta, Soracá, Cerinza, Motavita, Viracachá, Paipa, Siachoque, Pueblo Viejo, Santa Rosa, Gámbita, Mogotes, Sora, Chibatá, Cómbita, Oycatá, Toca, Tota, Setaquirá y San Fernando de Lengupá. Mientras nace el Estado centralista, las provincias de Antioquia, Cartagena, Neiva, Tunja y Pamplona se reúnen en un Segundo Congreso y el 27 de noviembre de 1811 proclaman las Provincias Unidas con capital en Tunja. Se inicia un conflicto entre ambos gobiernos neogranadinos. |
| 27 de julio              | Neiva, Colombia                 | | Junta Provincial al sumarse los representantes de los cabildos de La Plata, Timaná y Purificación. |
| 30 de julio              | San Juan de Girón, Colombia     | | |
| 31 de julio              | Pamplona, Colombia              | | Representa Pamplona, Villa del Rosario de Cúcuta y San José de Cúcuta. |
| 6 de agosto              | Santa Cruz de Mompox, Colombia  | | |
| Desconocida              | Simití, Colombia                | | Fundada en fecha desconocida, pero poco después de su similar en Mompox. |
| Desconocida              | Sogamoso, Colombia              | | Fundada en fecha desconocida, pero siguiendo lo sucedido en Simití. |
| 10 de agosto             | Santa Marta, Colombia           | | Depuesta por oficiales realistas el 22 de diciembre. Posteriormente en permanente conflicto con Cartagena. |
| 11 de agosto             | Popayán, Colombia               | | Junta Provisional de Salud y Seguridad Pública de Popayán |
| 27 de agosto             | Villa Vieja de Timaná, Colombia | | Trasladada a San Miguel de Garzón el 9 de septiembre, rebautizado como Villanueva de Timaná. |
| 30 de agosto             | Antioquia, Colombia             | | La junta antioqueña terminó sus secciones el 10 de septiembre de 1810 y representaba a los cabildos de Antioquia, Medellín, Rionegro y Marinilla; fue la base del Estado Libre de Antioquia, proclamada independiente el 7 de febrero de 1813 y asociada inmediatamente a las Provincias Unidas. |
| 1 de septiembre          | Quibdó o Citará, Colombia       | | |
| 1 de septiembre          | Medellín, Colombia              | | Las conspiraciones juntistas se habían iniciado en septiembre de 1809. |
| Desconocida              | Ipiales, Colombia               | | Junta formada a inicios de septiembre. |
| 7 de septiembre          | Soatá, Colombia                 | | |
| 7 de septiembre          | Ibagué, Colombia                | | |
| 9 de septiembre          | Quito, Ecuador                  | José de Cuero y Caicedo, Manuel de Urriés y Carlos de Montúfar                                                   | Segunda Junta de Quito Esta junta convocaría un Congreso Constituyente el 11 de diciembre de 1811 y que el 1 de enero de 1812 proclamó la independencia del Estado de Quito. En respuesta Lima envió un ejército al mando de Toribio Montes que rápidamente puso fin al efímero Estado con ayuda pastusa. |
| 13 de septiembre         | Pore, Colombia                  | | Los cabildos de Arauca, Chire, Santiago de las Atalayas y Labranzagrande se sometieron por acuerdos a la junta de Pore el 14 y 18 de octubre de 1810, 11 de febrero y 13 de marzo de 1811. Para legitimar todo se inició una nueva junta el 26 de noviembre de 1811. |
| 13 de septiembre         | Tame, Colombia                  | | |
| 16 de septiembre         | Dolores, México                 | Miguel Hidalgo y Costilla                                                                                        | Grito de Dolores Comienza la revuelta novohispana, sometida en su primera fase del conflicto tras la captura de sus dirigentes el 21 de marzo de 1811 en Acatita de Baján. |
| 16 de septiembre         | Mérida, Venezuela               | | |
| 18 de septiembre         | Santiago, Chile                 | Mateo de Toro y Zambrano y Juan Martínez de Rozas                                                                | Primera Junta Nacional de Gobierno de Chile Reemplazada el 4 de julio siguiente por el Primer Congreso. |
| 27 de septiembre         | Nóvita, Colombia                | | |
| 9 de octubre             | Trujillo, Venezuela             | | |
| 3 de diciembre           | Mariquita, Colombia             | | Representa los cabildos de Mariquita, Ambalema y Honda. |
| 1811                     |                                 | | |
| 27-28 de febrero de 1811 | Asencio, Uruguay                | Pedro José Viera y Venancio Benavides                                                                            | Grito de Asencio Alzamiento de las milicias orientales contra el gobierno realista en nombre de la junta porteña, rápidamente se apoderan de toda la Banda Oriental, excepto Montevideo, que es asediada. |
| 14-15 de mayo            | Asunción del Paraguay, Paraguay | Pedro Juan Caballero, Fulgencio Yegros y Gaspar Rodríguez de Francia                                             | Revolución de mayo de 1811 Triunvirato de facto. El día 16 de mayo se le sometió Corrientes. Entre el 17 y 20 de junio se reuniría un Congreso que destituye oficialmente al gobernador, Bernardo de Velasco y Huidobro, estableciendo una nueva junta liderada por Rodríguez de Francia. |
| 20 de junio              | Tacna, Perú                     | Francisco Antonio de Zela                                                                                        | Primera rebelión de Tacna Rebelión nacida en apoyo a la primera expedición auxiliadora al Alto Perú. Rápidamente sometida el 25 de junio. |
| 19 de agosto             | Zitácuaro, México               | Ignacio López Rayón, José María Morelos y Pavón, José María Liceaga, y José Sixto Verduzco                       | Junta de Zitácuaro Órgano de gobierno paralelo al virreinato novohispano, buscaba la formación de la organización administrativa del bando rebelde. El 2 de enero de 1812 Félix María Calleja tomó la ciudad, expulsando a los insurgentes. Fue sucedida el 13 de septiembre de 1813 por el Congreso de Anáhuac. |
| 5 de septiembre          | Concepción, Chile               | Juan Martínez de Rozas                                                                                           | Revolución de Concepción Formada por el rechazo al golpe de Carrera contra el Congreso el día anterior. Estuvo a punto de irse a la guerra con su contraparte santiaguina (dominada totalmente por Carrera) en abril-mayo de 1812, pero las negociaciones lo impidieron. Finalmente, Carrera consiguió deponerla por un motín el 8 de julio. Sus líderes fueron exiliados. |
| 5 de noviembre           | San Salvador, El Salvador       | José Matías Delgado, Manuel José Arce, Pedro Pablo Castillo y Juan Manuel Rodríguez                              | Movimiento Independentista de 1811 |
| 30 de noviembre          | Valdivia, Chile                 | | Formada en rechazo al golpe de Carrera. Depuesta por oficiales realistas el 16 de marzo de 1812. El puerto sirvió de base a posteriores incursiones monárquicas. |
| 1812                     |                                 | | |
| 26 de febrero            | Huánuco, Perú                   | Juan José Contreras, José Crespo y Castillo y Domingo Berrospi                                                   | Rebelión de Huánuco Surgida como un movimiento criollo e indígena contra el régimen del virrey Abascal. Para ponerle fin el virrey dictó una amnistía para los que se desmovilizaran, aceptada por la mayoría de los rebeldes el 13 de abril. Aun así, muchos de sus líderes fueron ejecutados. |
| 1813                     |                                 | | |
| 3 de octubre             | Tacna, Perú                     | Manuel Calderón de la Barca y hermanos Enrique y Juan Francisco Paillardelli                                     | Segunda rebelión de Tacna Surgida en apoyo a la segunda expedición auxiliadora al Alto Perú. Sometida con facilidad el 3 de noviembre. |
| 1814                     |                                 | | |
| 3 de agosto              | Cuzco, Perú                     | Mateo Pumacahua, Domingo Luis Astete, Juan Tomás Moscoso y los hermanos Angulo                                   | Rebelión del Cuzco Sometida por las tropas del general Juan Ramírez Orozco que entraron en la ciudad el 25 de marzo de 1815. |
| 1820                     |                                 | | |
| 29 de julio de 1820      | Callao, Perú                    | Nicolás Alcázar, Casimiro Espejo, José Pagador, Mariano Casas y Juan Barbosa                                     | Conspiración de los presos de la cárcel de Casa Matas, en la fortaleza del Real Felipe, para amotinar el puerto, expandir el movimiento al resto del Perú, capturar una fragata y pedir ayuda a José de San Martín, atraer al virrey al puerto y derrocarlo. Fueron traicionados por Escobar y ajusticiados cuando empezaban el asalto de las defensas. |
| 9 de octubre             | Guayaquil, Ecuador              | José Joaquín de Olmedo, Rafael Ximena y Vicente Ramón Roca                                                       | Independencia de Guayaquil Formación de una junta que proclama la Provincia Libre de Guayaquil tras la llegada de la noticia del desembarco de San Martín en |